# 1597年长白山地震
1597年长白山地震是指1597年10月6日（中国明朝万历二十五年，朝鲜宣祖三十年）发生在长白山火山区一带的深源地震。是次地震的地震规模为7.7级以上，最大烈度相当于4度或6度。在本次地震发生之后，极震区一带有一火山发生了喷发，被认为与这次地震有关。

## 地质构造
中国大陆的深源地震活动区的陆壳部分主要位于吉林省延边朝鲜族自治州境内，本次地震即发生在空间投影呈南北向的吉林珲春、东宁、延吉、穆棱、牡丹江深源地震群中的珲春－汪清深震区，是属于日本海深震带深入中国大陆的一部分。远离环太平洋地震带深入大陆边远地区的长白山天池火山和五大连池火山是中国大陆东部仅有的滨太平洋休眠火山，而深震活动又被认为与火山活动具有共生关系。

## 观测研究
珲春－汪清深震区一带曾发生过多次深源地震，其中最为显著的即1597年长白山地震。由于这次地震的影响范围大，有感范围半径可达1800千米以上，所以曾被误以为震中位于渤海，直至21世纪初才被中国地震局李裕澈等人确定本次地震的震中位置为中国东北部和朝鲜东北部一带。
据《朝鲜王朝实录》记载，位于朝鲜咸镜道三水郡地区的火山于1597年10月6日发生喷发。李裕澈根据史料和地理资料进行考证，在2013年提出这次火山喷发发生在望天鹅火山底部，地点在今中国吉林省长白县十三道沟村与十四道沟镇之间的山岭，距望天鹅火山主峰约30千米，距长白山天池约60千米。李裕澈还提出，这次火山喷发位于本次地震的极震区，与本次地震有关联。
本次地震在中国东部广泛地区伴随有池塘、河渠的水体异常活动，被认为是该地震产生的湖震。